# Forsbergsbrännan
Forsbergsbrännan är ett naturreservat i Malå kommun i Västerbottens län.
Området är naturskyddat sedan 1997 och är 5 hektar stort. Reservatets område var utsatt för en skogsbrand 1905 och därefter har mycket vårtbjörk vuxit upp i den tidigare tallskogen. Omkring skogen ligger en gammal slåttermyr.